# جى إس إكس ريميكسس
تجربة خاصة بنوع موسيقي هو مشروع للفنانة الكويتية فاطمة القادري، وهو ثاني ألبوم مطول لها في مسيرتها الفنية. يهدف المشروع إلى إعادة تفسير خمسة أنواع موسيقية من خلال الصوت والصورة: الجوك ، والهيب هوب ، والدبستيب ، والتروبيكاليا الإلكترونية، وما وصفه البيان الصحفي بـ" ترانس غريغوري التسعينيات". تتمحور الفكرة الرئيسية للمشروع حول ما سيحدث إذا تم تجاوز "قيود" نوع موسيقي معين أو تعديلها. أنتج المرئيات الخاصة بالأغاني كل من تابور روباك ، وصوفيا الماريا ، وريان تريكارتين ، وريت لارو، وكاماو باتون، وشركة الإنتاج ثاندر هورس. عُرضت مقاطع الفيديو الموسيقية لأول مرة في المتحف الجديد في 21 أكتوبر 2011، وأصدرت شركة UNO Records الألبوم المطول في 25 أكتوبر، وحاز على تقييمات إيجابية من صحفيي الموسيقى المحترفين. تم إصدار سجل ريمكس بعنوان GSX Remixes في مايو 2012 ويتضمن إعادة تحرير المسارات من Genre-Specific Xperience بواسطة أعمال مثل Ikonika و DJ Rashad .

## المفهوم والتكوين
قالت القادري في مقابلة مع مجلة ديزد:
"[بالنسبة لـ 'Hip Hop Spa'] تخيّلتُ هذا المقطع كموسيقى تصويرية لفضاءٍ خيالي، وهو منتجع فاخر للرابّين السود. لذا، هي موسيقى تصويرية لهذا. هكذا نشأت الأغنية. تصوّرت مكانًا وخلقت له موسيقى. من الواضح أنها لا تبدو كهيب هوب. لكن استخدام إيقاعات معينة يخلق نوعًا من تأثير الهيب هوب، لكنه ليس كذلك. على سبيل المثال، أغنية D-Medley هي انطباعي عن التروبيكاليا الإلكترونية. لكنها ليست تروبيكاليا إلكترونية. لذا، [التجربة المحددة بالنوع] مشروعٌ مرحٌ للغاية، لكنه يحاول أيضًا ربط اللغات البصرية للموسيقى من خلال الفيديوهات المصاحبة لها. كلاهما انطباعات، وكلاهما يتعامل مع فكرة الحدود بصريًا وسمعيًا. ماذا يحدث عندما تتجاوز تلك الحدود، ماذا ستحصل؟"
المشروع ككل يسعى إلى إعادة تفسير خمسة أنواع موسيقية من خلال الصوت والصورة: جوك هاوس ("كورب كور")، هيب هوب ("هيب هوب سبا")، دَبستِب ("هاو كان آي رِزِست يو")، تروبيكاليا إلكترونية ("دي-مِدلي")، و"ترانس غريغوري تسعيني" ("فاتيكان فايبز"). لاحظ الناقد شون راينالدو أيضًا وجود عناصر من موسيقى العصر الجديد التسعينية في الأسطوانة.
جميع المقطوعات أُنتجت باستخدام وحدة تحكم ميدي وآلات موسيقية افتراضية. وصفت كاري باتان من موقع بيتشفورك أسلوب الألبوم العام بأنه "يوظف الغموض الساحر لألبوم WARN-U [...] لكنه يوجهه نحو صوت نادٍ عالمي حديث، مدفوع بطبول معدنية صناعية لها طابع شيطاني غير متوقّع."
ترى القادري أن النوع الموسيقي يتكوّن من مجموعة من "القيود" التي تحدد شكله وصوته، ومن هنا صمّمت المقطوعات والفيديوهات المرافقة لها لتستعرض ما قد يحدث في حال تجاوز أو كسر تلك الحدود.
ذكرت كاثلين فْلود من The Creators Project أن الموسيقى والصور المصاحبة لـ"التجربة المحددة بالنوع" تقدّم الإنترنت كمنصة متعددة الأبعاد، وتُبرز أهمية استخدام المواد المصوّرة الموجودة، ومدى تأثير العمل التعاوني وترجمة الفكرة أو الشعور من خلال وسائط متعددة بشكل أعمق من مجرد بث مقطع على ساوندكلاود.

## المسارات ومقاطع الفيديو الموسيقية
تبدأ الأسطوانة بمقطوعة "هيب هوب سبا"، والتي كانت الأسهل في الإنتاج نظرًا "لغنى اللغة البصرية للهيب هوب". تتضمن المقطوعة هتافات، وطبول فولاذية، وآلات إيقاعية. وقد لخّص بِنز فيديو كاماو باتون للمقطوعة قائلًا إنه "يُظهر عناصر تقليدية من فيديوهات الهيب هوب — المال، النساء، المخدرات — ويصوّرها بطريقة مشوّهة، خشنة، ومجردة من العاطفة". فكّرت كل من القادري وباتون في الشبه بين "الوجود الانعزالي في منتجع" والعزلة في السجن عند إنتاج الأغنية والفيديو.
تواصل "دي-مِدلي" البناء على هيكل "هيب هوب سبا"، مع المحافظة على الهتافات وأصوات الطبول الفولاذية والإيقاعات الإلكترونية، لكنها تضيف آلات ترانس تناظرية. أُنتج الفيديو المرافق من قِبل شركة ثاندر هورس، وكما كتبت فْلود، "يستكشف عالم الخيال من خلال لقطات مأخوذة من يوتيوب لنساء فاتنات."
تُعد "هاو كان آي رِزِست يو" و"كورب كور" من المقطوعات الأنسب لرقصات النوادي. تتكوّن "هاو كان آي رِزِست يو" من إيقاعات متقطعة، وعينات صوتية معدّلة، ونغمات بيس ثقيلة ومتباطئة. أخرجت الفيديو صوفيا المارية، ووصفته القادري بأنه "رسالة حب إلى لندن، والدَبستِب، وكوني خليجية عربية". الفيديو يتكوّن من لقطات تم تحميلها من يوتيوب لنساء يرقصن في حفلات مخصصة للرجال فقط في الشرق الأوسط. وكما شرحت القادري، "الفيديو يدور حول الإغراء، والعلاقة بين الخليج ولندن، وكيف أن لندن كانت بمثابة حديقة فواكه محرمة للخليجيين منذ عدة عقود."
المقطوعة الرابعة هي "فاتيكان فايبز"، وتتميّز بتكرار مدته ثانيتان من تراتيل غريغورية. كتب أحد صحفيي The National أن المقطوعة "تُحبس المستمع داخل لعبة فيديو أو قاعة مرايا، حيث تتشابك وتنعكس الإيقاعات والأصوات الاصطناعية في فضاء متعدّد الزوايا". أخرج تابور روباك الفيديو المصاحب، وهو عبارة عن تجميع لمشاهد أرشيفية وصور مُنتجة بالحاسوب لتمثيل نوع "ترانس غريغوري".
تعرّفت القادري على هذا النوع الموسيقي للمرة الأولى حين كانت في التاسعة من عمرها، خلال رحلة من الكويت إلى البحرين، وأحبّته لما فيه من عناصر "سينمائية ومبالغ فيها". الفيديو يُظهر الكاثوليكية كأنها لعبة فيديو ذات قواعد واستراتيجيات. وصرّحت القادري: "لطالما رأيت الأديان المنظّمة كوسيلة لترسيخ السلطة، والفاتيكان هو مقرّ أحد أقدم وأكثر الأديان تنظيمًا. وقد تم تفكيك الغموض المحيط به من خلال جمالية ألعاب الفيديو، وهي جمالية بسيطة جدًا، واضحة، تفتقر إلى الغموض — لكنها لا تزال تغذي مفهوم السلطة والمؤامرة." وكتبت The National أن "الفيديو والموسيقى يعملان على تعرية الثيوصوفية، ويقدّمان بشكل ساخر ومليء بالفطنة وجهًا طفوليًا لمطالب السلطة الدينية."
تُختَتم الأسطوانة بمقطوعة "كورب كور"، وقد أُنتجت صورها من قبل رايان تريكارتن ورِت لارو بالتعاون مع تِلفار، وذلك ضمن معرضه FORmale الذي أُقيم في معرض وايت بوكس في نيويورك ما بين 10 و12 أيلول 2010. تجمع الصور بين لقطات حقيقية من مكاتب وأندية رياضية ولقطات ثلاثية الأبعاد، في محاولة لإظهار الرابط بين الرقص في النادي الرياضي وممارسة التمارين، وكلاهما يتطلب تجاوز الشخص لحدوده. ونظرًا لأن المقطوعة تعيد تفسير الجوك هاوس، فهي تبرز التشابه بين ثقافة الشركات في شيكاغو والمنتجين المحليين للموسيقى في المدينة. وكما أوضحت القادري، "كلا الطرفين — العاملين والمنتجين — لديهما نفس المثابرة والعزيمة، كأنهما يملكان أخلاقيات عمل من التاسعة إلى الخامسة، لكن بأوقات مختلفة."

## الإصدار والترويج
صدر فيديو "فاتيكان فايبز" لأول مرة في 13 تشرين الأول 2011. واحتُفل بالإصدار رسميًا في متحف نيو بتاريخ 21 تشرين الأول 2011، حيث عُرضت المقطوعات الخمس مع الفيديوهات المصاحبة لها. أما الأسطوانة نفسها فصدرت عن طريق شركة أونو ريكوردز في 25 تشرين الأول.

## النقد
كتب راينالدو عن الأسطوانة في مجلة XLR8R: "من النادر أن يتمكن فنان من دمج هذا العدد من التأثيرات المتباينة — وجميعها يُذكر بكثرة في الأوساط النخبوية — في عمل متماسك بل وذو جودة، لكن هذا بالضبط ما فعلته فاطمة القادري." وأثنى على كون المشروع "يرحب بالمستمع بشكل مفاجئ، إذ لا يوجد شيء غريب أو صعب في التجربة المحددة بالنوع، حتى لو أن طريقتها في البناء كانت معقّدة." كما أشار إلى "الصوت العالمي" للمشروع.
وصفه ناقد من مجلة Now بأنه "رائع، مثير للاهتمام"، و"معبّر وأحيانًا ساخر." أما باتان من بيتشفورك فوصفت الألبوم بأنه "أكثر جاذبية" من ألبومها السابق Warn-U (2011)، وكتبت أنه "قد يميل أحيانًا إلى الافتعال، لكن القادري لا تتخطى هذا الخط في معظم لحظات الأسطوانة التي تمتد لـ23 دقيقة."
في عام 2019، صنّف موقع بيتشفورك الألبوم في المرتبة 197 ضمن قائمته "أفضل 200 ألبوم في عقد 2010"، وكتبت المحررة جوليان إسكوبيدو شيبرد: "قلة من الوثائق الموسيقية العالمية في هذا العقد كانت مثيرة للاهتمام مثل [...] تجربة محددة بالنوع، تمرين بارد ومُجرد في ترجمة وتبسيط الأنواع الدقيقة — مثل الجوك، والدَبستِب، والتروبيكاليا الرقمية — إلى بيان موحّد يرتبط بخلفيتها الدولية وطفولتها كلاعبة فيديو."

## قائمة الأغاني
مشتق من ملاحظات الغلاف الخاصة بـ Genre-Specific Xperience .
| #  | عنوان                | المدة |
| -- | -------------------- | ----- |
| 1. | "Hip Hop Spa"        | 4:24  |
| 2. | "D-Medley"           | 6:51  |
| 3. | "How Can I Resist U" | 3:33  |
| 4. | "Vatican Vibes"      | 5:16  |
| 5. | "Corpcore"           | 3:23  |

كتابة وإنتاج: فاطمة القادري  
التصميم: دانيال كيلر وتيمور سي-تشين  
مزج "هيب هوب سبا" و"هاو كان آي رِزِست يو": ديف كولي  
مزج "دي-مِدلي"، "فاتيكان فايبز"، و"كورب كور": نيكولاس شاكونا  
الماسترينغ: لوب-أو في دوببلايتس آند ماستِرِنغ، برلين، ألمانيا  

## تاريخ الإصدار
| منطقة  | تاريخ          | التنسيقات | ملصق |
| ------ | -------------- | --------- | ---- |
| عالميًا | 25 أكتوبر 2011 |           | أونو |

## GSX ريمكسز
بعد فترة قصيرة من إصدار تجربة محددة بالنوع، جاءت للقادري فكرة إصدار ألبوم يحتوي على ريمكسات لمقاطع من الأسطوانة. وصدر الألبوم بعنوان GSX ريمكسز عن أونو في 22 أيار 2012، ويضم سبعة ريمكسات.
قدّم جيرل يونيت ريمكسًا لمقطوعة "هاو كان آي رِزِست يو"، وأضاف "أصواتًا مشبعة جدًا" وأعاد خط السينث المتماوج الأصلي ليصبح جزءًا من تركيبة مشحونة ومتوترة، تتحول لاحقًا إلى لحظة هادئة تدخل فيها الأصوات المميزة، ثم تعود مرة أخرى في تلاعب دائم بين الشدة والنعومة.
أنشأ عزرا روبين، المعروف باسمه الفني كينغدُم، ريمكسًا بثلاث مراحل لمقطوعة كورب كور. وكما شرح: "تبدأ بتصاعد صناعي فَنكي يوصلك لباب النادي، ثم نغوص في منطقة البيس النشيطة، ثم تنفتح أرضية النادي وتسقط إلى غرفة الرقص السوداء المضيئة بالأشعة فوق البنفسجية." اختار كينغدُم إعادة مزج "كورب كور" لأنه أحب برمجيات التصفيق في النسخة الأصلية.
قدّم فريق نغوزونغوزو ريمكسًا لـ"هيب هوب سبا"، جعل الإيقاعات البسيطة تبدو أثقل بكثير.
صمّم دوبِل دَتش ريمكسًا لمقطوعة "فاتيكان فايبز" باستخدام أصوات تستدعي أنواعًا موسيقية مختلفة: الفلوتات من جهاز E-mu Proteus تذكّر بغرايم، وأصوات السناير مأخوذة من موسيقى فيلم "دراملَين" (2002)، والإيقاعات المقسّمة خلال فواصل المقطوعة تستخدم أنماط زوك وتاراتشا.
كان يخطط في البداية أن يجعل الريمكس "جويًا"، لكنه غيّر خطته سريعًا، قائلاً: "كان من الصعب علي دمج الألحان الأساسية في 'فاتيكان فايبز' لأن العبارات التي كتبتها فاطمة كانت قوية جدًا، ولم أرد الوقوع في فخ ريمكس يبدو كنسخة رديئة من الأصل – لذا بدلًا من ذلك، حاولت دمج أجزاء من اللحن في نسخة جديدة من الفكرة."

### قائمة الأغاني
مشتق من ملاحظات لينتر من GSX ريمكسز .
| #  | عنوان                                  | المدة |
| -- | -------------------------------------- | ----- |
| 1. | "How Can I Resist U" (Girl Unit remix) | 4:10  |
| 2. | "Vatican Vibes" (دي جي رشاد remix)     | 3:51  |
| 3. | "Corpcore" (Kingdom remix)             | 4:02  |
| 4. | "D-Medley" (Dutch E Germ remix)        | 5:39  |
| 5. | "Vatican Vibes" (Dubbel Dutch remix)   | 4:38  |
| 6. | "Hip Hop Spa" (Nguzunguzu remix)       | 4:16  |
| 7. | "D-Medley" (Ikonika remix)             | 3:42  |

### تاريخ الإصدار
| منطقة  | تاريخ        | التنسيقات | ملصق |
| ------ | ------------ | --------- | ---- |
| عالميًا | 22 مايو 2012 |           | أونو |

## روابط خارجية
- الموقع الرسمي لفاطمة القادري

 الكويت